# Zeitkratzer
Gli Zeitkratzer sono un ensemble musicale tedesco.
Ricordati per aver rivisitato in chiave orchestrale il repertorio di vari compositori contemporanei e rumoristi (John Cage, James Tenney, Alvin Lucier e Karlheinz Stockhausen fra gli altri), hanno proposto una musica che funge da ponte fra l'improvvisazione libera e il rigore della cacofonia accademica.
Gli Zeitkratzer hanno collaborato con artisti quali Keith Rowe, Keiji Haino, Alvin Curran, Lou Reed, Elliott Sharp, Terre Thaemlitz, Jim O'Rourke e Merzbow.

## Discografia parziale
- 2000 – SonX
- 2000 – Xtensions
- 2000 – SoundinX
- 2002 – Fresh (con John Duncan)
- 2002 – Super-Superbonus
- 2002 – Noise \ ... [Lärm]
- 2003 – Mort Aux Vaches: Random Dilletants
- 2005 – Die Kraft Der Negation
- 2005 – ElectroniX
- 2007 – Metal Machine Music (con Lou Reed)
- 2007 – Xenakis
- 2008 – Electronics (con Terre Thaemlitz)
- 2008 – Electronics (con Carsten Nicolai)
- 2008 – World As Will III (con Tetsuo Furudate e Zbigniew Karkowski)
- 2008 – Electronics (con Keiji Haino)
- 2008 – Volksmusik
- 2010 – Old School: Alvin Lucier
- 2010 – Plays PRES
- 2010 – WHITEHOUSE Electronics
- 2010 – Old School: John Cage
- 2010 – Old School: James Tenney
- 2011 – Old School: Karlheinz Stockhausen
- 2012 – Songs
- 2012 – Neue Volksmusik
- 2013 – Grand Orchestra
- 2014 – Live At Jahrhunderthalle Bochum (con Keiji Haino)
- 2014 – Zeitkratzer Play Lou Reed - Metal Machine Music
- 2014 – Whitehouse
- 2015 – Saturation
- 2015 – Column One: Entropium
- 2016 – Aus Den Sieben Tagen (con Keiji Haino)
- 2016 – KORE
- 2017 – Serbian War Songs (con Svetlana Spajić, Dragana Tomić e Obrad Milić)
- 2017 – Zeitkratzer Performs Songs From "Kraftwerk" And "Kraftwerk 2"
- 2017 – Oneirika (Live At Berghain Berlin) (con Elliott Sharp)
- 2017 – Duft